# Relations entre l'Autriche et le Pakistan
Les relations entre l'Autriche et le Pakistan font référence aux relations bilatérales entre la république d'Autriche et la république islamique du Pakistan. Le Pakistan a une ambassade à Vienne. L'Autriche a également une ambassade à Islamabad.

## Histoire
La Société austro-pakistanaise a été fondée en 1976 dans le but de cultiver les contacts culturels et scientifiques de l'Autriche avec le Pakistan.
Un groupe de travail conjoint sur le commerce et la coopération économique a été créé en 1994, ses sessions se tenant alternativement à Islamabad et à Vienne tous les trois ou quatre ans.
Des entreprises autrichiennes ont investi dans des projets pakistanais de développement de l'hydroélectricité et des énergies alternatives. Plusieurs entreprises autrichiennes travaillent déjà dans le secteur de l'énergie au Pakistan.